# Малабо (аеропорт)
Міжнародний аеропорт Малабо (IATA: SSG, ICAO: FGSL) - міжнародний аеропорт на острові Біоко (Екваторіальна Гвінея). Аеропорт названий на честь столиці країни - Малабо, приблизно за 9 км (5,6 миль) на схід.